# Molekularna orbitalna teorija
U hemiji, molekularna orbitalna (MO) teorija je metod za određivanje molekularne strukture u kome elektroni nisu dodeljeni individualnim vezama između atoma, nego se smatra da se kreću pod uticajem jezgara u celom molekulu. U ovoj teoriji, svaki molekul sadrži set molekulskih orbitala, pri čemu se uzima da se molekularno orbitalna talasna funkcija ψj može napisati kao jednostavna ponderisana suma n konstitutivnih atomskih orbitala , sledeći ovu jednačinu:
{\displaystyle \psi _{j}=\sum _{i=1}^{n}c_{ij}\chi _{i}.}
 koeficijenti se mogu numerički odrediti supstitucijom ove jednačine u Šredingerovoj jednačini i primenom varijacionog principa. Ovaj metod se naziva aproksimacija linearne kombinacije atomskih orbitala (LCAO) i nalazi primenu u računarskoj hemiji. Jedna dodatna jedinična transformacija se može primeniti na sistem da bi se ubrzala konvergencija u pojedinim računarskim pristupima. Na molekularno orbitalnu teoriju se gledalo kao kompetitora teorije valence veze tokom tridesetih, pre nego što je postalo jasno da su dva metoda blisko srodna i da uz dopunu postaju ekvivalentni.

## Metoda linearne kombinacije atomskih orbitala (LCAO)
U  metodi, svaki molekul ima skup molekularnih orbitala. Pretpostavlja se da se molekularna orbitalna talasna funkcija  može napisati kao jednostavan ponderisani zbir n sastavnih atomskih orbitala , prema sledećoj jednačini:ref>Licker, Mark J. (2004). McGraw-Hill Concise Encyclopedia of Chemistry. New York: McGraw-Hill. ISBN 978-0-07-143953-4.</ref>
{\displaystyle \psi _{j}=\sum _{i=1}^{n}c_{ij}\chi _{i}.}
Koeficijenti  se mogu odrediti numerički zamenom ove jednačine u Šredingerovu jednačinu i primenom varijacionog principa. Varijacioni princip je matematička tehnika koja se koristi u kvantnoj mehanici za izgradnju koeficijenata svake atomske orbitalne baze. Veći koeficijent znači da je baza orbite sastavljena u većoj meri od te konstitutivne atomske orbitale - stoga se molekularna orbita najbolje karakteriše tim tipom. Ovaj metod kvantifikacije orbitalnog doprinosa kao linearne kombinacije atomskih orbitala koristi se u računarskoj hemiji. Dodatna unitarna transformacija se može primeniti na sistem da bi se ubrzala konvergencija u nekim računskim šemama. Molekularna orbitalna teorija je bila viđena kao konkurent teoriji valentne veze tokom 1930-ih, pre nego što se shvatilo da su ove dve metode blisko povezane i da kada se prošire, postaju ekvivalentne.
Postoje tri glavna zahteva da atomske orbitalne kombinacije budu prikladne kao približne molekularne orbitale.
1. Atomska orbitalna kombinacija mora imati ispravnu simetriju, što znači da mora pripadati ispravnoj nesvodljivoj reprezentaciji grupe molekulske simetrije. Koristeći linearne kombinacije prilagođene simetriji, ili SALC, mogu se formirati molekularne orbitale ispravne simetrije.
2. Atomske orbitale se takođe moraju preklapati unutar prostora. One se ne mogu kombinovati da bi formirale molekularne orbitale, ako su previše udaljene jedna od druge.
3. Atomske orbitale moraju biti na sličnim energetskim nivoima da bi se kombinovale kao molekularne orbitale.

## Istorija
Teorija molekularne orbite je razvijena u godinama nakon uspostavljanja teorije valentne veze (1927), prvenstveno kroz napore Fridriha Hunda, Roberta Malikena, Džona K. Slejtera i Džona Lenard-Džounsa. MO teorija se prvobitno zvala Hund-Malikenova teorija. Prema fizičaru i fizičkom hemičaru Erihu Hikelu, prva kvantitativna upotreba teorije molekularne orbite bila je u radu Lenard-Džounsa iz 1929. godine. Ovaj rad je predvideo tripletno osnovno stanje za molekul dioksigena što je objasnilo njegov paramagnetizam (videti molekularni orbitalni dijagram § Dioksigen) pre teorije valentne veze, koja je došla sa sopstvenim objašnjenjem 1931. godine. Reč orbitala je uveo Maliken 1932. godine. Do 1933. molekularna orbitalna teorija je prihvaćena kao validna i korisna teorija.
Erih Hikel je primenio teoriju molekularne orbite na nezasićene molekule ugljovodonika počevši od 1931. godine sa svojom Hikelovom metodom molekularne orbite (HMO) za određivanje MO energija za pi elektrone, koju je primenio na konjugovane i aromatične ugljovodonike. Ovaj metod je pružio objašnjenje stabilnosti molekula sa šest pi-elektrona kao što je benzen.
Prvi tačan proračun molekularne orbitalne talasne funkcije sproveo je Čarls Kolson 1938. na molekulu vodonika. Do 1950. godine, molekularne orbitale su u potpunosti definisane kao sopstvene funkcije (talasne funkcije) Hamiltonijana samokonzistentnog polja i u ovom trenutku teorija molekularne orbite postaje potpuno rigorozna i konzistentna. Ovaj rigorozan pristup poznat je kao Hartri-Fokova metoda za molekule, iako je imala svoje poreklo u proračunima na atomima. U proračunima molekula, molekularne orbitale se proširuju u smislu baznog seta atomske orbite, što dovodi do Rutanovih jednačina. Ovo je dovelo do razvoja mnogih ab initio metoda kvantne hemije. Paralelno, molekularna orbitalna teorija je primenjena na približniji način korišćenjem empirijski izvedenih parametara u metodama koje su sada poznate kao semi-empirijske metode kvantne hemije.
Uspeh molekularne orbitalne teorije takođe je iznedrio teoriju polja liganda, koja je razvijena tokom 1930-ih i 1940-ih kao alternativa teoriji kristalnog polja.

## Tipovi orbitala
Teorija molekularne orbitale (MO) koristi linearnu kombinaciju atomskih orbitala (LCAO) za predstavljanje molekularnih orbitala koje su rezultat veza između atoma. One se često dele na tri tipa, vezujuće, antivezujuće i nevezujuće. Vezujuća orbitala koncentriše gustinu elektrona u regionu između datog para atoma, tako da će njena elektronska gustina težiti da privuče svako od dva jezgra prema drugom i da drži dva atoma zajedno. Anti-vezujuća orbitala koncentriše gustinu elektrona „iza“ svakog jezgra (tj. na strani svakog atoma koja je najudaljenija od drugog atoma), i tako teži da povuče svako od dva jezgra od drugog i zapravo oslabi vezu između dva jezgra. Elektroni u nevezujućim orbitalama imaju tendenciju da budu povezani sa atomskim orbitalama koje ne reaguju pozitivno ili negativno jedna sa drugom, a elektroni u ovim orbitalama niti doprinose niti umanjuju snagu veze.
Molekularne orbitale se dalje dele prema tipovima atomskih orbitala od kojih su formirane. Hemijske supstance će formirati interakcije vezivanja ako njihove orbitale postanu niže u energiji kada su u interakciji jedna sa drugom. Razlikuju se različite orbitale vezivanja koje se razlikuju po konfiguraciji elektrona (oblik elektronskog oblaka) i po energetskim nivoima.
Molekularne orbitale molekula mogu se ilustrovati dijagramima molekulskih orbita.
Uobičajene orbitale vezivanja su sigma (σ) orbitale koje su simetrične oko ose veze, i ili pi (Π) orbitale sa čvornom ravni duž ose veze. Manje uobičajene su delta (δ) orbitale i fi (φ) orbitale sa dve odnosno tri čvorne ravni duž ose veze. Antivezujuće orbitale su označene dodatkom zvezdice. Na primer, antivezujuća pi orbitala može biti prikazana kao π*.

## Literatura
- Licker, Mark J. (2004). McGraw-Hill Concise Encyclopedia of Chemistry. New York: McGraw-Hill.  0-07-143953-6.
- Daintith, J. (2004). Oxford Dictionary of Chemistry. New York: Oxford University Press.  0-19-860918-3.
- Mulliken, R. S. (октобар 1955). „Electronic Population Analysis on LCAO–MO Molecular Wave Functions. I”. The Journal of Chemical Physics. 23 (10): 1833—1840. ISSN 0021-9606. doi:10.1063/1.1740588.
- orbital. Dictionary by Merriam-Webster: America's most-trusted online dictionary. Merriam-Webster. Приступљено 18. 4. 2021.
- Brown, Theodore (2002). Chemistry : the central science. Upper Saddle River, NJ: Prentice Hall. ISBN 0-13-066997-0.
- Mulliken, Robert S. (1932). „Electronic Structures of Polyatomic Molecules and Valence. II. General Considerations”. Physical Review. 41 (1): 49—71. Bibcode:1932PhRv...41...49M. doi:10.1103/PhysRev.41.49.
- 1930-2007., Cotton, F. Albert (Frank Albert) (1990). Chemical applications of group theory (3rd изд.). New York: Wiley. стр. 102. ISBN 0471510947. OCLC 19975337.
- Albright, T. A.; Burdett, J. K.; Whangbo, M.-H. (2013). Orbital Interactions in Chemistry. Hoboken, N.J.: Wiley. ISBN 9780471080398.
- Hund, F. (1926). „Zur Deutung einiger Erscheinungen in den Molekelspektren” [On the interpretation of some phenomena in molecular spectra]. Zeitschrift für Physik (на језику: немачки). Springer Science and Business Media LLC. 36 (9-10): 657—674. ISSN 1434-6001. doi:10.1007/bf01400155.
- F. Hund, "Zur Deutung der Molekelspektren", Zeitschrift für Physik, Part I, vol. 40, pages 742-764 (1927); Part II, vol. 42, pages 93–120 (1927); Part III, vol. 43, pages 805-826 (1927); Part IV, vol. 51, pages 759-795 (1928); Part V, vol. 63, pages 719-751 (1930).
- Mulliken, Robert S. (1. 5. 1927). „Electronic States and Band Spectrum Structure in Diatomic Molecules. IV. Hund's Theory; Second Positive Nitrogen and Swan Bands; Alternating Intensities”. Physical Review. American Physical Society (APS). 29 (5): 637—649. ISSN 0031-899X. doi:10.1103/physrev.29.637.
- Mulliken, Robert S. (1928). „The assignment of quantum numbers for electrons in molecules. Extracts from Phys. Rev. 32, 186-222 (1928), plus currently written annotations”. International Journal of Quantum Chemistry. Wiley. 1 (1): 103—117. ISSN 0020-7608. doi:10.1002/qua.560010106.
- Friedrich Hund and Chemistry, Werner Kutzelnigg, on the occasion of Hund's 100th birthday, Angewandte Chemie International Edition, 35, 573–586, (1996)
- Robert S. Mulliken's Nobel Lecture, Science, 157, no. 3785, 13-24. Available on-line at: Nobelprize.org
- Lennard-Jones, John (Sir) (1929). „The electronic structure of some diatomic molecules”. Transactions of the Faraday Society. 25: 668—686.

## Spoljašnje veze
- [http://chemed.chem.purdue.edu/genchem/topicreview/bp/ch8/mo.html
- [http://www.sparknotes.com/chemistry/bonding/molecularorbital/section1.html
- [http://www.mpcfaculty.net/mark_bishop/molecular_orbital_theory.htm
- [https://web.archive.org/web/20080519101946/http://www.chem.qmul.ac.uk/software/download/mo/
- [http://www.chm.davidson.edu/ChemistryApplets/MolecularOrbitals/index.html